# 林朝棟
林朝棟（1851年—1904年），字蔭堂，號又密，幼名松，綽號稱「目仔少爺」，台灣府彰化縣阿罩霧人（今台中市霧峰區），台灣將領，棟軍主帥，霧峰林家第六代，曾參與中法戰爭的台灣戰事，協助劉銘傳在台灣辦理新政，以及平定施九緞事件，官至二品頂戴道員，賞黃馬褂。甲午戰爭後，支持籌組台灣民主國。但乙未戰爭卻令他心灰意冷，於是舉家遷至廈門，最後病死上海。

## 生平

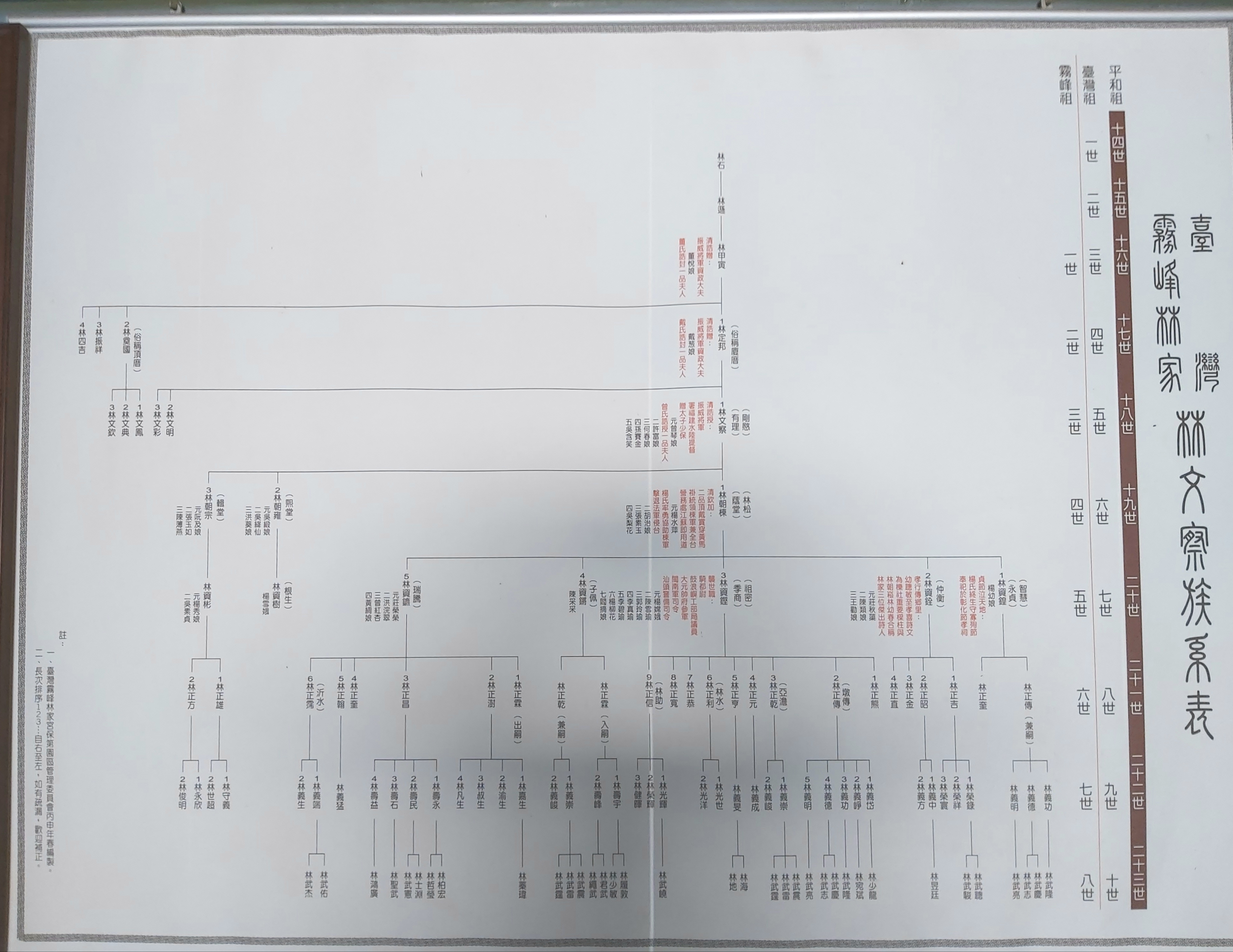
霧峰林宅「宮保第」正廳陳列的「臺灣霧峰林家」林文察族系表

1851年林朝棟生於彰化縣阿罩霧莊（今台中市霧峰區），為林文察長子。出生前一年祖父林定邦與鄰近土豪林媽盛發生衝突，遭其手下殺害，不久父親林文察將林媽盛拖至林定邦墓前報仇雪恨，之後前往自首而進行判決，直到1853年小刀會來台起事後才被召入軍中擔任勇首，隨後赴福建支援太平天國戰事，並於1863年回台平定戴潮春事件，最後在1864年年底返回福建支援，而戰死於漳州萬松關，當時林朝棟14歲。
雖然與父親林文察相處時間有限，但林朝棟和父親一樣，自幼熟讀兵書，喜歡練武。有次練武時不小心傷到一隻眼睛，只剩一眼能見事物，因而得到「目仔少爺」的稱號。1868年林朝棟與楊水萍結婚，婚後楊水萍鼓勵他考取功名，但林朝棟對考試沒興趣，故無未聽從妻子的建議。
1870年，林朝棟二叔，林家當時的家長林文明被控侵占虜人以及帶頭威脅官府等罪而被官府密謀，被凌定國突然斬殺於審堂之上。因此，林家在林朝棟祖母林戴氏與叔公林奠國帶領下，展開長達15年的訴訟案件，其間並四度前往北京控訴，而林朝棟也曾前往福州和北京訴請冤情，但始終沒有結果，不過因捐官而獲得兵部郎中之職務。1882年，林戴氏重病不起，而林家也因控訴案花費大筆家產，但卻難獲勝訴，於是經過多番考慮後，林朝棟為林文明結案，並返回台灣接掌家業。
同年中，福建巡撫岑毓英來台灣巡視，決定在東大墩建立新府城（即今台中市），並於大甲溪建立橋樑與堤防以整治溪水，於是召集各地士紳捐款。而林朝棟率領數百名壯丁協助施工，材料經費全部自費，不花公帑，且施工十分有效率，因而搏得岑毓英的好感，並被推薦給中法戰爭時接任福建巡撫而來台督戰的劉銘傳。

### 參與清法戰爭
1884年清法戰爭開戰，法國的遠東艦隊在孤拔（Amédée Courbet）的指揮下前來攻打北台灣，以取得雞籠（今基隆市）的煤礦作為戰艦攻打中國沿岸的燃料，同時以台灣作為與清朝談判的有利籌碼。1884年9月18日法軍抵達雞籠外海，與清軍展開砲戰。10月3日法軍攻佔雞籠城，10月7日和8日進攻滬尾（今新北市淡水區），但被漳州鎮總兵孫開華擊敗，於是清法兩軍在北台灣展開長期對峙。
十一月，鎮守臺中的臺灣兵備道劉璈奉劉銘傳之命，徵召擔任兵部郎中的林朝棟北上助戰。於是林朝棟率領500鄉勇與兩個月的軍糧前往雞隆，鎮守大武崙砲臺，之後清軍棄守，前往大水窟（今基隆市安樂區）鎮守的林朝棟協助前線作戰。1885年1月9日，法軍在大牛埔（今新北市貢寮區吉林里桃源谷）勘查地形，和林朝棟軍展開衝突，最後被林朝棟擊退。1月25日，法軍以1900名兵力進攻清軍的暖暖防線，雙方爆發第一次月眉山戰役。林朝棟率領鄉勇支援，並於1月30日與督戰的福建福寧鎮曹志忠率軍夜襲，雙方血戰至隔天清晨才各自收兵。之後法軍多次以小股兵力襲擊，但皆被林朝棟擊退。3月4日，法軍派出1280名兵力再度攻打暖暖防線，雙方爆發第二次月眉山戰戰役。這次法軍截斷清軍戰線，並一舉攻佔月眉山頂，而以大砲轟炸林朝棟等營，最後清軍潰敗，僅有林朝棟率領鄉勇穩住陣腳，成功協助清軍主力撤退至基隆河南岸。而得勝的法軍因彈藥用完，且3月7日的大雨導致河水暴漲，因此未渡河攻入暖暖。
之後，兩軍持續對峙，直到1885年6月13日法軍撤離為止。5月12日，林朝棟因助戰有功，被獎敘道員進先補用。雖然獲得功勳不高，但林朝棟此戰表現深得劉銘傳青睞。因此戰後全台30多營鄉勇被裁撤，獨林朝棟與張李成兩營被保留納入清軍，而林本人也在臺灣建省後頗受重用。

### 撫墾事業
1885年十月，林朝棟駐紮新竹與後壠（今苗栗縣後龍鎮）兩處海口。這段期間罩蘭庄（今苗栗縣卓蘭鎮）發生當地台灣原住民獵殺居民的事件，林朝棟陳報劉銘傳，劉銘傳便命林朝棟展開撫番（安撫漢人與台灣原住民之間的關係）工作。
11月23日，武榮社原住民圍攻罩蘭社，林朝棟派兵解圍，之後親自督戰，並與柳泰和合軍撫平附近一帶的山社，最後武榮社頭目油格不敵逃走（後接受招撫，改名北都巴博為義軍主要將領），於是該社接受清軍就撫。12月11日，大湖遭到原住民襲擊，林朝棟又率軍就撫附近七社。1886年劉銘傳上奏朝廷敘獎，林朝棟得「勁勇巴圖魯」名號，並由四品官加升為三品。

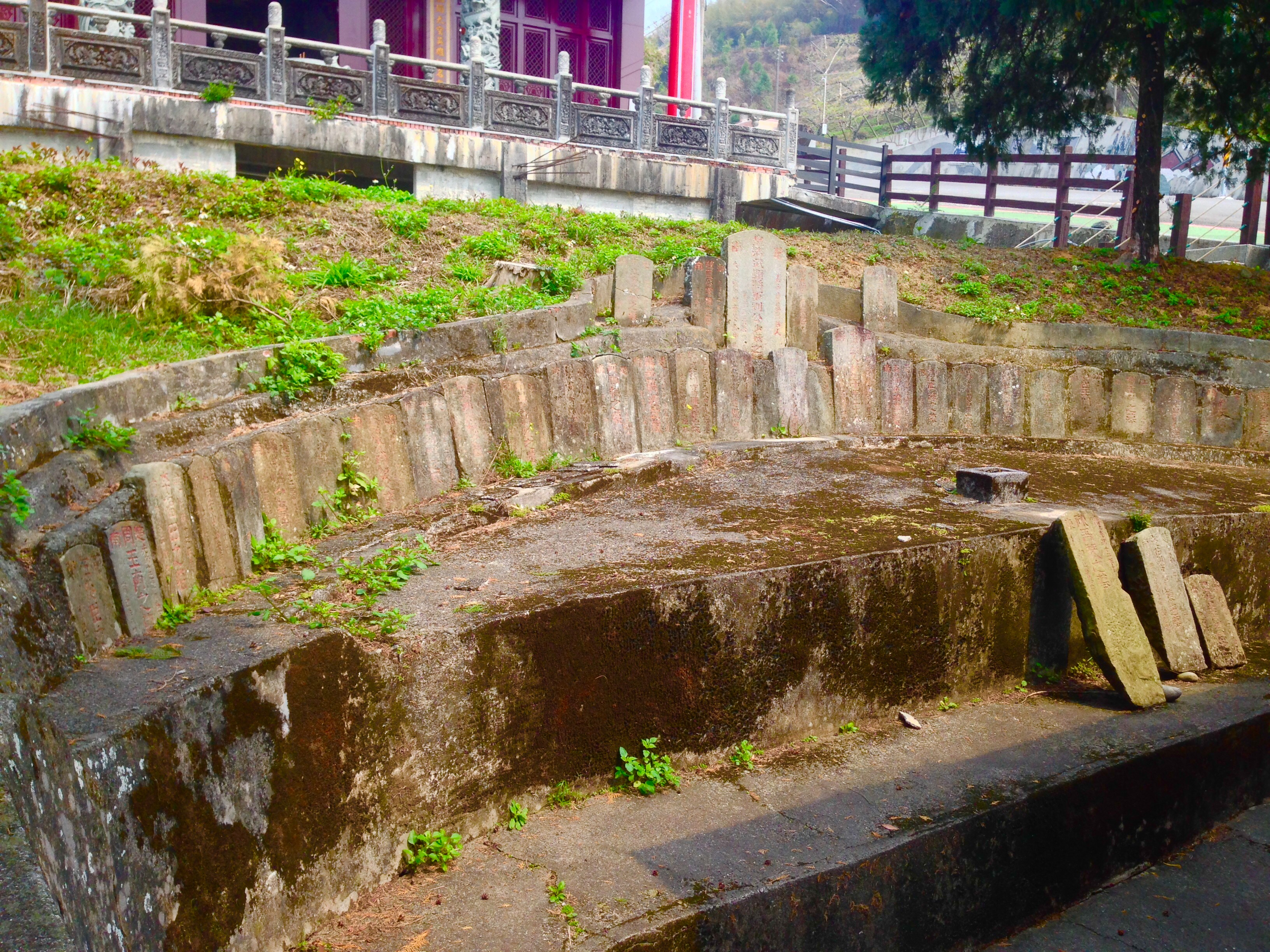
卓蘭鎮軍民廟湘軍墓碑

1886年7月11日，林朝棟被命辦理隘務（即清朝台灣版圖與未接受其統治之台灣原住民之間的交界事務），7月23日，蘇魯社進犯罩蘭莊，並與官府斷絕關係，9月8日林朝棟與柳泰和率軍鎮壓，雙方激戰至9月20日，但無明顯戰果，不久林朝棟請假返鄉，然後於10月7日率援軍返回。9月30日，劉銘傳離開台北城，並於10月10日抵達前線視察，卻於10月14日遭到伏擊，於是清軍與原住民雙方爆發激戰。之後幾日，清軍入山猛攻，途中被多次伏擊，死傷頗多，直到10月28日進攻武榮社，林朝棟與前來台灣鎮總兵章高元等人圍攻，擊殺100多人終迫使武榮、蘇魯等七社投降。12月6日，林朝棟因撫番有功得賞二品頂戴，並於十二月就撫石加祿北路二十四社（石加祿現譯為霞喀羅）。該年，劉銘傳開辦撫墾總局等部門管理開墾事宜，林朝棟被命負責大湖與東勢兩地撫墾局的事務，從此負責台灣中北部地區的開墾與撫番工作，並延續到甲午戰爭之後。

### 平定施九緞事件
1888年10月5日，因土地丈量處理不當，彰化爆發施九緞事件。知縣李嘉棠等大小官員被包圍在彰化縣城裡，而前來支援的朱煥明則於途中被襲戰死，劉銘傳便急命林朝棟派軍支援。11月9日，林朝棟率領新招募的棟軍1800人抵達縣城外，經過一戰後與城內守軍裡外夾擊，解除縣城之圍。11月14日，林朝棟派旗下各營掃蕩鄉里，而在平和厝與起事群眾對戰，一舉擊潰之，加上林文榮等也在磚仔窯擊潰起事群眾，終於平定事件。
事件後，林朝棟建議劉銘傳解散起事群眾，僅追究帶頭者的責任。而劉銘傳接受其建議，並上報朝廷獎敘林朝棟，使他成為清朝唯一以道員身分受賞黃馬褂者。而他的建議也得到彰化二十四莊（今彰化縣花壇鄉、大村鄉等地）的居民感念，並於1895年贈與他「德同再造」的匾額。

### 西渡大陸
1894年甲午戰爭期間，林朝棟奉台灣巡撫邵友濂之命率領四營鎮守獅球嶺砲臺，之後又陸續增援兩營兵力，然而唐景崧接任巡撫後，又將他調回台中，而以廣東來的勇兵代替。1895年4月17日清朝與日本簽訂馬關條約，將台灣與澎湖割讓日本。5月24日，在台灣各地士紳支持下，臺灣民主國成立，以唐景崧為總統，以抵抗日軍接收台灣。而林朝棟早在四月初決定將家眷送到廈門避難，自己再隻身返回台灣對抗日軍。
然而林朝棟返台後，日軍已於5月30日登陸澳底，一路挺進，唐景崧見局勢不妙，立即逃回大陸；時辜顯榮代表艋舺士紳，打開台北城門，迎接日本軍進入臺北城，使日軍輕易佔領台北城，並直入桃仔園（今桃園市）。林朝棟見狀，感到大勢已去，支付銀餉後獨自西渡抵達福建廈門。
到福建後，林朝棟於1897年兩度奉懿旨上京晉見光緒帝兩次，由南洋大臣劉坤一指揮。1899年劉坤一返回北京，林朝棟由於和江蘇巡撫鹿傳霖不合，便辭官返回廈門經營樟腦事業。1902年林朝棟轉往上海居住，最後於1904年6月13日去世，享年五十四歲，身後葬在漳州香亭坂。

## 影響
林朝棟清法戰爭時優異的戰功，讓他得到劉銘傳的青睞，因而在劉氏主政台灣期間受到重用，除了負責撫墾業務外，也接掌當時台灣最重要的外銷品之一——樟腦的管理工作，並統帥當時全台灣最具戰力的部隊「棟軍」，一肩扛起台灣中部的治安與國防工作。而他內渡之後，旗下的棟軍十營仍未解散，重新整裝投入乙未戰爭的中部戰場，成為臺灣民主國對抗日軍的主要戰力，可惜最後仍寡不敵眾，在人數、武器等劣勢下潰散瓦解。不過也有人認為，如果林朝棟未內渡，而是親自領導棟軍對抗日軍，財務就不致如此匱乏，也許會讓戰局會對臺灣民主國更加有利。甚至如果唐景崧未以廣勇代替棟軍，則臺北城也許不會如此輕易的落入日軍手中。
家業方面，霧峰林家在林文明去世後官司不斷，家道中落，但林朝棟得到劉銘傳賞識後卻改變這局面。一方面林朝棟官至三品，成為家族中僅次於林文察的大官，如此大大提升林家的社會地位。另一方面，林朝棟接掌撫墾與樟腦事務，使林家得以大幅開墾中臺灣山地，廣泛種植樟腦樹以外銷他地，使家族財富快速累積。因此，林家無論在社會經濟的地位皆大幅上升，再度成為臺灣中部最具影響力的家族，而全臺也僅有板橋林家可與之比擬，時稱「一天下，兩林家」。
但林朝棟內渡後，林家內部也有所改變：下厝系影響力逐漸下滑，轉而由頂厝系發揮影響力，其中林獻堂等人成為台灣日治時期林家最具代表性的人物。
林朝棟的次子林仲衡，以其詩文著名。林仲衡的女兒林雙彎，嫁與日治時期台灣首位通過高等文官考試的劉明朝；另一位女兒林雙隨，曾留學日本，嫁與杜聰明，而其倆人所生之女兒杜淑純及另外二人則是日治時期台北第一高等女學校（今北一女）首位台籍女學生。

## 影視形象
| 年份 | 作品              | 演員   |
| ---- | ----------------- | ------ |
| 2000 | 飛龍在天續集      | 劉長鳴 |
| 2013 | 阿罩霧風雲I：抉擇 | 黃民安 |
| 2019 | 疑霧公堂          | 李晏駒 |